# Chaunax breviradius
Chaunax breviradius là một loài cá biển thuộc chi Chaunax trong họ Chaunacidae. Loài này được mô tả lần đầu tiên vào năm 1978.

## Phân bố và môi trường sống
C. breviradius có phạm vi phân bố ở vùng biển Tây Thái Bình Dương. Loài này được tìm thấy ở xung quanh Philippines. Chúng được thu thập ở độ sâu khoảng từ 180 đến 510 m.